# Gallotia auaritae
Gallotia auaritae là một loài thằn lằn trong họ Lacertidae. Loài này được Mateo, López-Jurado & Barahona mô tả khoa học đầu tiên năm 2001.